# Księga świętego Jakuba

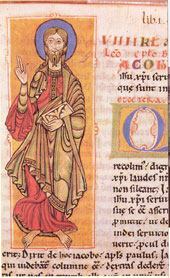
Fragment części IV, św. Jakub

Księga św. Jakuba, Kodeks Kalikstyński (łac. Codex Calixtinus) – iluminowany rękopis powstały w XII wieku, poświęcony kultowi św. Jakuba i pielgrzymowaniu do Santiago de Compostela. Dzieło to bywa nazywane „pierwszym przewodnikiem turystycznym”.
Kodeks spisany jest po łacinie, w XX wieku przetłumaczony na język hiszpański, galicyjski, niemiecki i angielski (1992). Pierwsze drukowane wydanie Księgi św. Jakuba ukazało się w 1882 roku.

## Geneza
Papież Kalikst II polecił spisać księgę, zawierającą uregulowania dotyczące kultu św. Jakuba, będącą pomocą dla pielgrzymów i zachętą do pielgrzymowania. Księga powstała prawdopodobnie już po śmierci Kaliksta, około roku 1140, chociaż Bernard Gicquel uważa, że należy datować powstanie na 1160 rok. Wiadomo, że w 1173 roku księga została skopiowana, więc jest to najpóźniejsza możliwa data powstania. Prawdopodobnie poszczególne części powstawały wcześniej, datowanie zaś dotyczy złożenia kodeksu. Za głównego autora uważa się francuskiego mnicha Aymerica Picaud.

## Zawartość
Kodeks składa się z pięciu ksiąg:
- Pierwsza jest zbiorem nabożeństw, modlitw, śpiewów oraz kazań dedykowanych świętemu Jakubowi.
- Druga opisuje 22 cuda przypisywane św. Jakubowi, a także te, które zdarzyły się w świątyniach znajdujących się na Szlaku Św. Jakuba w całej Europie, wśród nich urodzenie się Bolesława Krzywoustego, którego ojciec, Władysław I Herman wysłał poselstwo do San Gil w północnej Katalonii z prośbą o modlitwy w intencji urodzenia syna[2].
- Trzecia opisuje męczeńską śmierć i przeniesienia zwłok św. Jakuba z Jerozolimy do Galicji.
- Czwarta, zwana Księgą Turpina, zawiera historie z wojen Karola Wielkiego przeciw Maurom.
- Piąta jest przewodnikiem pielgrzyma. Dzieli się na jedenaście rozdziałów:

1. Drogi świętego Jakuba - opis dróg wiodących przez dzisiejszą Francję.
2. Dzienne etapy na drodze Apostoła - opis odpowiadający współczesnej Drodze Francuskiej.
3. Nazwy miast na tej drodze - autor podaje miasta, rzeki oraz społeczności zamieszkujące trasę a także szczegółowe informacje takie jak ceny noclegów, jakość wina i posiłków podawanych pielgrzymom.
4. Trzy dobre domy na świecie - podawane są nazwy szpitali, w których pielgrzymi mogą znaleźć pomoc.
5. Imiona opiekunów drogi świętego Jakuba - wspominane są imiona osób finansujących oraz naprawiających szlak.
6. Słone i słodkie wody na drodze - zawiera informację o wodach, które nadają się do picia i takich, których należy unikać, aby się nie zatruć.
7. Charakterystyka ziem i ludzi na tej drodze - opis mieszkańców terenów, przez które wędruje pielgrzym, ostrzeżenie przed niebezpieczeństwami i rozbójnikami.
8. Ciała świętych, które są przechowywane na tej drodze i męka świętego Eutropiusa.
9. Opis miasta i kościoła Świętego Jakuba - wymienionych jest siedem bram prowadzących do miasta oraz dziesięć świątyń średniowiecznego Santiago de Compostela.
10. Liczba kanoników Świętego Jakuba.
11. Jak są odpowiednio przyjmowani pielgrzymi św. Jakuba.

Również w piątej części znajduje się najstarszy znany europejski zapis wielogłosowy (Polifonia).
W późniejszych wiekach część czwartą, jako świecką, odłączono od Kodeksu i krążyła ona jako Księga Turbina. Do kodeksu zaś dodawano inne teksty (list papieża Innocentego oraz nowe opisy cudów).
Oryginał kodeksu znajdował się w archiwum katedry w Santiago de Compostela, skąd został skradziony między 30 czerwca a 5 lipca 2011 roku. Księga nie była ubezpieczona. 4 lipca 2012 roku kodeks został odnaleziony. 
W 2017 roku Kodeks Kalikstyński został wpisany na listę Pamięci Świata